# Konrad Gilges
Pour l’article homonyme, voir Hilarius Gilges.
Konrad Gilges, né le 13 février 1941 à Cologne, est un homme politique allemand, membre du Parti social-démocrate (SPD). Il est député au Bundestag de 1980 à 2002.

## Biographie
Né à Cologne le 13 février 1941 dans la province de Rhénanie, Gilges étudie dans une Volksschule catholique. Après un apprentissage, il obtient un certificat d'aptitude professionnelle (Gesellenprüfung) en 1959 et, compagnon, exerce le métier de carreleur jusqu'en 1970. Par ailleurs objecteur de conscience, il n'effectue pas son service militaire.

### Parcours politique
Gilges entre au SPD en 1960. Entre 1973 et 1979, il est le président fédéral de la Sozialistische Jugend Deutschlands-Die Falken (« Jeunesse socialiste allemande – Les Faucons ») et, de 1977 à 1979, président du Deutscher Bundesjugendring (« Organisation fédérale allemande de la jeunesse »).
Élu au Bundestag dans la 3e circonscription de Cologne lors des élections fédérales de 1980, Gilges est réélu à cinq reprises en 1983, 1987, 1990, 1994 et 1998, avant de quitter ses fonctions en 2002. Il participe à plusieurs commissions dont celles de la jeunesse, de la famille et de la santé (Ausschuss für Jugend, Familie und Gesundheit), de la défense (Verteidigungsausschuss) et du travail et de l'ordre social (Ausschuss für Arbeit und Sozialordnung).